# 1383
Пізнє Середньовіччя •  Відродження •  Реконкіста •  Ганза •  Столітня війна •  Велика схизма •  Монгольська імперія

## Геополітична ситуація
Державу османських турків очолює султан Мурад I (до 1389). Імператором Візантії є Іоанн V Палеолог (до 1391). Вацлав IV є королем Богемії та Німеччини. У Франції править Карл VI Божевільний (до 1422).
Апеннінський півострів розділений: північ належить Священній Римській імперії, середню частину займає Папська область, південь належить Неаполітанському королівству. Деякі міста півночі: Венеція, Піза, Генуя тощо, мають статус міст-республік. Триває боротьба гвельфів та гібелінів.
Майже весь Піренейський півострів займають християнські Кастилія і Леон, де править Хуан I (до 1390), Арагонське королівство та Португалія. Під владою маврів залишилися тільки землі на самому півдні.
Річард II править в Англії (до 1400). Королем Швеції є Альбрехт Мекленбурзький (до 1389), королем Данії та Норверії — Олаф IV. У Польщі та Угорщині править Марія Угорська (до 1395). У Литві княжить Ягайло (до 1386).
Руські землі перебувають під владою Золотої Орди. Триває війна за галицько-волинську спадщину між Польщею та Литвою.
У Києві княжить Володимир Ольгердович (до 1394). Володимирське князівство очолює московський князь Дмитро Донський.
Монгольська імперія займає більшу частину Азії, але вона розділена на окремі улуси. На заході євразійських степів править Золота Орда. У Семиріччі владу утримує емір Тамерлан. Іран роздроблений, окремі області в ньому контролюють родини як монгольського, так і перського походження.
У Єгипті владу утримують мамлюки, а Мариніди у Магрибі. У Китаї править династії Мін. Делійський султанат є наймогутнішою державою Індії. В Японії триває період Муроматі.
Цивілізація мая переживає посткласичний період. У долині Мехіко склалася цивілізація ацтеків. Почала зароджуватися цивілізація інків.

## Події
- Митрополит Кипріан прибув у Константинополь на суд патріарха, але не зумів повернути собі Київську метрополію.
- Розпочалася війна між Тевтонським орденом та Литвою.
- Король Франції Карл VI повернувся з Фландрії і придушив повстання майотенів у Парижі.
- У Франції заборонено професійні спілки.
- Завершилося будівництво Бастилії.
- Англійці висадилися в Фландрії, але війська Карла VI змогли дати їм відсіч.
- У Португалії після смерті короля Фернанду I виникла династична криза. Частина португальців підтримувала доньку покійного короля Фернандо Беатріс як регента, очікуючи народження спадкоємця в її шлюбі з королем Кастилії Хуаном I, інша частина — сина короля Педро I та Інес де Кастро, ще інша — байстрюка Жуана, магістра Авіського ордену. Здійснивши переворот, Жуан захопив владу й оголосив себе захисником королівства. Колишня королева Елеонора втекла в Кастилію за допомогою.
- Карл III Неаполітанський успадкував Ахейське князівство.
- Папа Урбан VI потрапив у полон до Карла III Неаполітанського.